# Volker Küster (Theologe)
Volker Küster (* 1962 in Heidelberg) ist ein deutscher evangelischer Theologe und Hochschullehrer.

## Leben
Von 1982 bis 1990 studierte Küster Theologie an der Theologischen Fakultät der Universität Heidelberg. Nach der Promotion 1994 war er von 1994 bis 1997 wissenschaftlicher Assistent an der Theologischen Fakultät der Universität Heidelberg. Nach der Habilitation 1998 war er ab 1999 zuerst Gastdozent, ab 2002 Professor für Crossculturele Theologie an der Protestantisch-Theologischen Universität Kampen (Niederlande). Seit 2012 ist er Professor für Religions- und Missionswissenschaft an der Johannes Gutenberg-Universität Mainz.
Seine Forschungsschwerpunkte sind interkulturelle Theologie und Hermeneutik; christliche Kunst und Theologien in der Dritten Welt; Theologien der Ökumene, der Mission und der Religionen und interreligiöser Dialog und Vergleichende Religionswissenschaft.

## Schriften (Auswahl)
- Theologie im Kontext. Zugleich ein Versuch über die Minjung-Theologie (= Studia Instituti Missiologici Societatis Verbi Divini. Band 62). Steyler Verl., Nettetal 1995, ISBN 978-3-8050-0362-9 (Zugleich Dissertation an der Universität Heidelberg, 1994).
- Jesus und das Volk im Markusevangelium. Ein Beitrag zum interkulturellen Gespräch in der Exegese (= Biblisch-theologische Studien. Band 28). Neukirchener, Neukirchen-Vluyn 1996, ISBN 978-3-7887-1581-6.
- Die vielen Gesichter Jesu Christi. Christologie interkulturell. Neukirchener, Neukirchen-Vluyn 1999, ISBN 978-3-7887-1743-8 (Zugleich Habilitationsschrift an der Universität Heidelberg, 1998).
  - De vele gezichten van Jezus Christus: een interculturele christologie. Uitgeverij Kok, Utrecht 2021, ISBN 978-90-435-2049-2 (niederländisch).
  - Interkulturelle Christologie - die vielen Gesichter Jesu Christi. Überarbeitete und erweiterte Jubiläumsausgabe. wbg academic, Darmstadt 2021, ISBN 978-3-534-27255-6.
- Gott - Terror: ein Dyptichon. Lembeck, Frankfurt am Main 2009, ISBN 978-3-87476-582-4.
  - God/terror: ethics and aesthetics in contexts of conflict and reconciliation. Equinox, Sheffield 2021, ISBN 978-1-80050-092-1 (englisch).
- Einführung in die interkulturelle Theologie. Vandenhoeck & Ruprecht, Göttingen 2011, ISBN 978-3-8252-3465-2.
- Zwischen Pancasila und Fundamentalismus: christliche Kunst in Indonesien (= ContactZone. Band 19). Evangelische Verlagsanstalt, Leipzig 2016, ISBN 978-3-374-04178-7.